# Gösta Ohlin
John Gösta Gideon Ohlin, född 29 juni 1921 i Filipstad, död 16 maj 2012 i Fässbergs församling, Mölndal, var en svensk kördirigent och organist. 
Efter studier vid Kungl. Musikhögskolan och i Tyskland verkade Ohlin först som musikkonsulent i Svenska Missionsförbundet. Från 1953 var han kyrkomusiker, körledare och pedagog i Göteborg. År 1959 anställdes han som lärare vid dåvarande Göteborgs Musikkonservatorium, från 1971 Musikhögskolan i Göteborg. Han var prefekt där 1979–1983. Han tilldelades professors namn 1976 och avgick med pension 1987.
Ohlin satte djupa avtryck i det svenska körlivet, inte minst som grundare och ledare av Gösta Ohlins vokalensemble. Han startade också Musikhögskolans Kammarkör i Göteborg.
År 1974 gav Sveriges Körförbund ut boken Kördirigering där Eric Ericson, Gösta Ohlin och Lennart Spångberg var dels redaktörer, dels huvudförfattare. Ohlin har också gett ut ett antal körarrangemang. 
Han har gjort ett stort antal inspelningar såväl för radio och TV som i internationella media. 

## Priser och utmärkelser
- 1979 – Norrbymedaljen
- 1983 – Ledamot nr 842 av Kungliga Musikaliska Akademien
- 1987 – Årets körledare